# Florence Vanoli
 (décembre 2023).
Florence Vanoli, née le 10 avril 1966 à Dijon en Côte-d'Or, est une artiste française, poétesse, performeuse, auteure de théâtre et artiste peintre.

## Biographie
Florence Vanoli vit et travaille à Bordeaux.
Après son baccalauréat au Lycée Carnot de Dijon, elle obtient une Maîtrise de Lettres modernes à la Sorbonne Nouvelle. Elle passe six ans à Londres où elle étudie le sanscrit à l'Institut Indien, l'histoire de l'art au British Museum et à la Tate Gallery.
En 1996, elle s'installe à Bordeaux et après différentes expériences professionnelles, elle fonde et dirige à partir de 2003 l'association Mots et Merveilles.
Elle donne ses premières performances de poésie à partir de 2006 au V Festival International de poésie de Moncayo où elle a été invitée en résidence. Elle entre dans La Poéthèque du Printemps des Poètes avec Voix d'encre et participe à de nombreuses revues,,.
Hier l'oiseau veuve - Pájaro viuda ayer, son premier recueil de poèmes est publié en 2008 par les éditions bilingue Arte Activo.
Son théâtre est joué et publié à partir de 2013. Ce nuage à côté de toi a été soutenu par le Centre National du Livre aux éditions Moires.
À partir de 2019, elle commence des spectacles performatifs avec Soudain la beauté, un recueil de poèmes qu'elle a elle-même illustré. Elle conçoit des animations vidéo de ses peintures pour réaliser des films projetés pendant les performances où elle accompagnée par une vocaliste, une danseuse et un musicien,. Elle peint en direct.
Elle milite pour la paix et participe en 2023 au festival international de poésie Palabra en el mundo, en Slovénie.
De 2003 à 2023, elle mène de nombreux projets artistiques et culturels à partir des ateliers d'écriture, qu'elle anime auprès d'un public varié et avec tous types de partenaires : éducation nationale, institutions, hôpitaux, associations, compagnies de cirque, bibliothèques, centres pénitentiaires, cinémas et maisons d'écrivains,,.
Parallèlement à ses activités littéraires, elle se consacre à son travail de peintre et de photographe.
Ses peintures et photographies sont exposées en galerie et présentées dans des foires et salons internationaux d'art contemporain.

## Œuvres

### Poésie et illustration
- Hier l'oiseau veuve - Pájaro viuda ayer  (trad. Aurora Cuadrado Fernandez, préf. Ángela Serna), Vitoria-Gasteiz, Éd. Arte Activo, coll. « Menhir Poesía », 2008, 69 p. (ISBN 978-84-935520-9-1, OCLC 1088407836, BNF 47331920, SUDOC 234242949).
- Pollen des nuits - Polen de la noche  (trad. Hélène Laurent, préf. Michel Allègre, Jean-Luc Ollivier), Vitoria-Gasteiz, Éd. Arte Activo, coll. « Menhir Poesía », 2011, 99 p. (ISBN 978-84-938161-9-3, OCLC 1088407241, BNF 47332012, SUDOC 234240164, présentation en ligne)
- Alcoove 36  (trad. Pierre Simon Talula, ill. couverture Michel Allègre), Vitoria-Gasteiz, Éd. Arte Activo, coll. « Menhir Poesía », 2014, 77 p. (ISBN 978-84-943233-0-0, BNF 47330746)
- Pierre d'attente - Piedra saliente  (trad. du français par Robert Amutio, Jean Cazenave, préf. Claude Pitot, postface Ángela Serna, ill. Michel Allègre), Vitoria-Gasteiz, Éd. Arte Activo, coll. « Menhir Poesía », 2016, 133 p. (ISBN 978-84-945035-0-4)
- Soudain la beauté - De repente la belleza  (trad. Emilia Oliva, ill. Florence Vanoli), Vitoria-Gasteiz, Éd. Arte Activo, coll. « Menhir Poesía », 2020 (réimpr. 2021) (1re éd. 2020), 160 p. (ISBN 978-84-121061-8-3)[21],[22].

### Théâtre
- Ce nuage à côté de toi  (préf. Mireille Sacotte), Canéjan, Éd. Les Moires, avec le soutien du Centre National du Livre, coll. « Clotho », 2014, 66 p. (ISBN 979-10-91998-10-9, BNF 43858708, présentation en ligne)[23]

### Cirque
- Ay Roop ! Conversations circassiennes, co-écriture avec Pascale Lejeune et Patrice Chatelier de la Smart Cie[24].

### Principales contributions
- (es) Ángela Serna (préf. Florence Vanoli, ill. Claude Abad), La démesure du cercle - La desmesura del círculo, Vitoria-Gasteiz, Éd. Arte Activo, 2011, 100 p., P.1.
- Loïc Le Loët, Une Rive, l'Autre, Saint-Seurin-de-Prats, Éd. La part des anges, 2013 (ISBN 978-2-912882-41-7, BNF 43609361), p.6
- Pierre Colin, Michel Lac (ill. Florence Vanoli), Pierre Colin, Michel Lac. : Deux poètes contemporains, Portets, Éd. 3917, 2018 (ISBN 978-2-9552799-2-2, BNF 45590335), Illustrations de couverture.
- (es) Ángela Serna (préf. Elsa López, ill. Koldo Gojenola, Francisco Serano Díaz), Cómo salir del palimpsesto, Bizkaia, Éd. La unica puerta a la izquierda, coll. « Biblioteca incompleta », 2019, 119 p. (ISBN 978-84-949826-5-1), p.30-31.

## Expositions

### Peintures et photographies
2018
- "Rendez-vous au jardin", château Franc-la-Fleur, Saint-Magne-de-Castillon[25].
- Vieux Château Gaubert, Portets[26].

2019
- Galerie Laboratoire BX, Bordeaux.
- Boulevard des Potes, Bordeaux[27].
- Salon international d'art contemporain Art3f, Bruxelles[28],[29].

2021
- Galerie Urbanside, Zurich, Suisse.
- Cloître du Couvent des Minimes de Blaye patrimoine mondial de l'Unesco[15].
- Salon international d'art contemporain Art3f, Paris[30]

2022
- Blue, a walk into the color, galerie Art'Gentiers, Bordeaux[31].
- Salon international d'art contemporain Art3f, Toulouse et Monaco[32].
- BAD+, galerie Art'Gentiers, Bordeaux[33].
- All I want for Christmas is art[34].
- Château Chavat, Journées Européennes du patrimoine, Podensac[35].

2023
- BAD+, Bordeaux[36].
- Artbox, New-York[37].
- Abstractions contemporaines, galerie Art'Gentiers, Bordeaux[38].
- Odyssée contemporaine - Quand l'artiste rêve le monde, galerie Art'Gentiers, Espace Beaulieu, Bordeaux[39]
- Chérie, j'ai fait les courses, galerie Art'Gentiers, Bordeaux[40].

2024
- Salon international d'art contemporain, Toulouse